# Jordanisca
Jordanisca là một chi bướm đêm thuộc họ Geometridae.